# Dean Court
A Dean Court (hivatalos nevén szponzoráció céljából: Vitality Stadion) egy labdarúgó-stadion Bournemouth Boscombe kerületében. Az AFC Bournemouth első osztályban szereplő csapat otthona. A stadion befogadóképessége 11 364 fő.
A stadiont 1910-ben építették fel, mikor a Boscombe FC földet kapott a Cooper-Dean családtól. A legmagasabb nézőszámú mérkőzést 1957-ben rendezték, mikor a Manchester United 28 799 fő előtt játszott a hazai csapat ellen az FA-Kupában. Az évek során több nevet is viselt a stadion, különböző szponzorációs megegyezések következtében: Fitness First Stadion, Seward Stadion és Goldsands Stadion. 2001-ben teljesen újjáépítették a stadiont, ami közé tartozott az is, hogy kilencven fokkal elfordították a pályát. Az építkezések miatt a Bournemouth az Avenue Stadionban játszotta első mérkőzéseit a szezonban.